# Brachypteracias leptosomus
La carraca terrestre paticorta (Brachypteracias leptosomus) es una especie de ave coraciforme de la familia Brachypteraciidae.

## Distribución geográfica y hábitat
Es endémica de la isla de Madagascar.
Su hábitat natural son los bosques húmedos bajos subtropicales. Se encuentra amenazada por pérdida de hábitat.